# 近藤敏貴
近藤 敏貴（こんどう としたか、1961年5月12日 - ）は、日本の経営者。トーハン社長、会長を務めた。東京都出身。

## 経歴・人物
1986年に明治大学文学部を卒業し、同年に東京出版販売(現在のトーハン)に入社した。2006年に取締役に就任し、2009年に専務を経て、2010年6月に社長に就任。2012年6月に副社長を経て、2018年6月から2024年6月までに再び社長を務め、2024年6月からは会長を務めた。